# Uvaria afzelii
Uvaria afzelii är en kirimojaväxtart som beskrevs av G. Elliot. Uvaria afzelii ingår i släktet Uvaria och familjen kirimojaväxter. Inga underarter finns listade i Catalogue of Life.